# The Show (1922)
The Show é um curta-metragem mudo norte-americano de 1922, do gênero comédia, dirigido por Larry Semon e Norman Taurog — estrelado por Oliver Hardy.

## Elenco
- Larry Semon
- Oliver Hardy - (como Babe Hardy)
- Frank Alexander
- Lucille Carlisle
- Betty Young - Dançarina
- Alice Davenport
- Al Thompson
- Pete Gordon
- Frank J. Coleman
- Jack Miller Jr.
- Grover Ligon

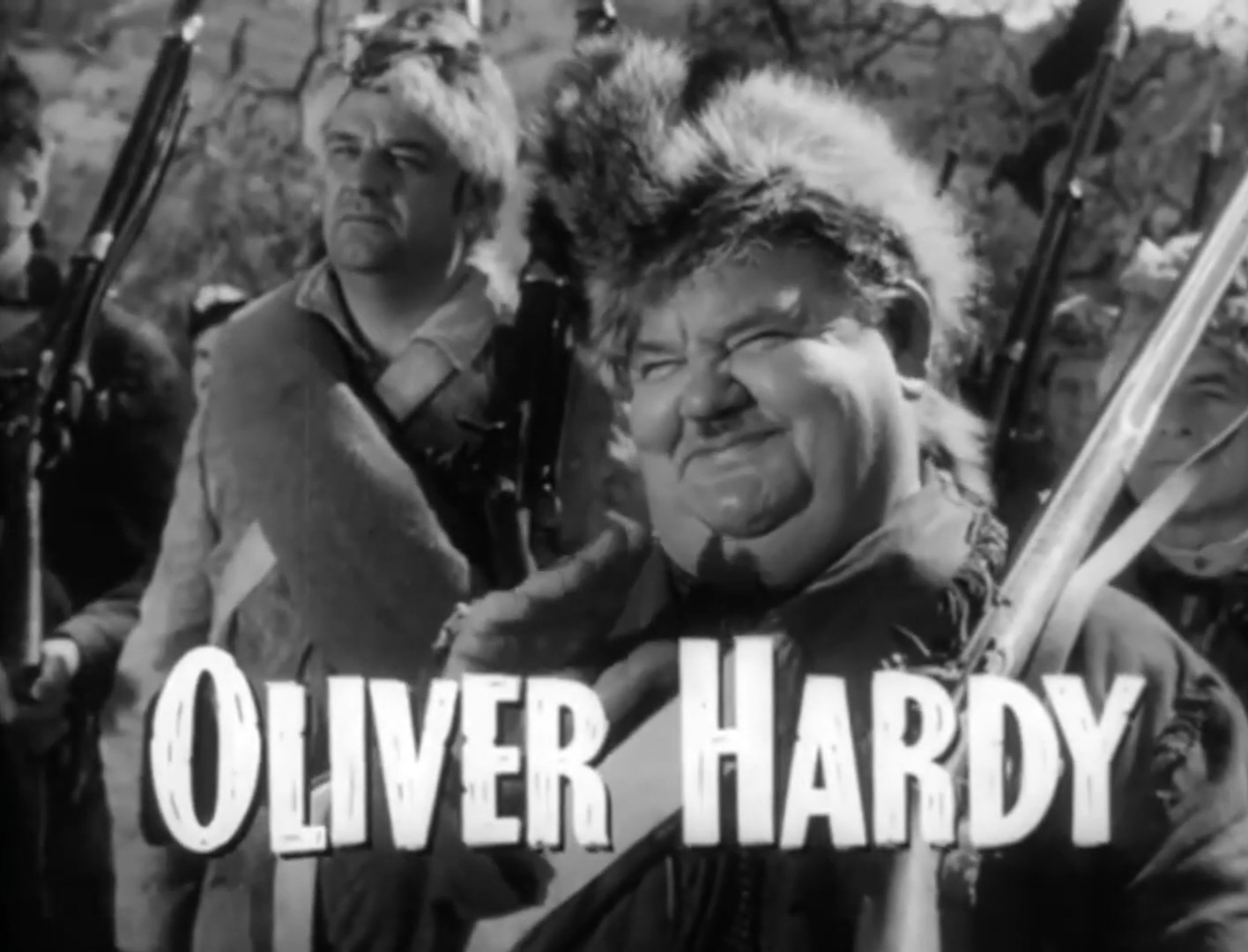
Oliver Hardy

- William Hauber - (como Bill Hauber)
- Coy Watson Jr.